# Sân vận động Quốc gia Vasil Levski
Sân vận động Quốc gia Vasil Levski (tiếng Bulgaria: Национален стадион „Васил Левски"), được đặt theo tên của anh hùng dân tộc Bulgaria và nhà cách mạng Vasil Levski, là sân vận động lớn thứ hai của nước này. Sân vận động có sức chứa 44.000 chỗ ngồi và nằm ở trung tâm thủ đô Sofia, trên lãnh thổ của công viên lâu đời nhất và nổi tiếng nhất của thành phố, Borisova gradina. Các trận đấu trên sân nhà của đội tuyển bóng đá quốc gia Bulgaria và trận chung kết Cúp bóng đá Bulgaria được tổ chức tại địa điểm này, cũng như các giải đấu điền kinh. Nó được sử dụng làm nơi tổ chức các trận đấu Champions League của Levski Sofia và thường được sử dụng cho các trận derby quan trọng giữa các câu lạc bộ lớn đến từ Sofia, thay vì sân vận động của chính họ.

## Lịch sử
Sân vận động Quốc gia Vasil Levski được chính thức khai trương vào năm 1953, mở rộng vào năm 1966 và được cải tạo vào năm 2002.
Trước khi chính quyền cộng sản phá hủy trong những năm 1940 và 50, hai sân vận động khác đã xây dựng trên mặt đất nơi sân vận động quốc gia hiện tại đang nằm. Một trong số đó là sân vận động của câu lạc bộ Levski Sofia, được gọi là Levski Field (tiếng Bulgaria: Igrishte Levski, hoàn thành năm 1934), và sân còn lại - Sân vận động Yunak (được xây dựng năm 1928), nằm một phần ở phía tây nam. Sau này được sử dụng để tổ chức các trận đấu của đội tuyển bóng đá quốc gia với sức chứa khoảng 15.000 chỗ ngồi. Levski đã được đền bù cho sự mất mát của họ với một vị trí ở vùng ngoại ô Sofia nơi họ được phép xây dựng một sân vận động mới - ngày nay là sân Georgi Asparuhov.

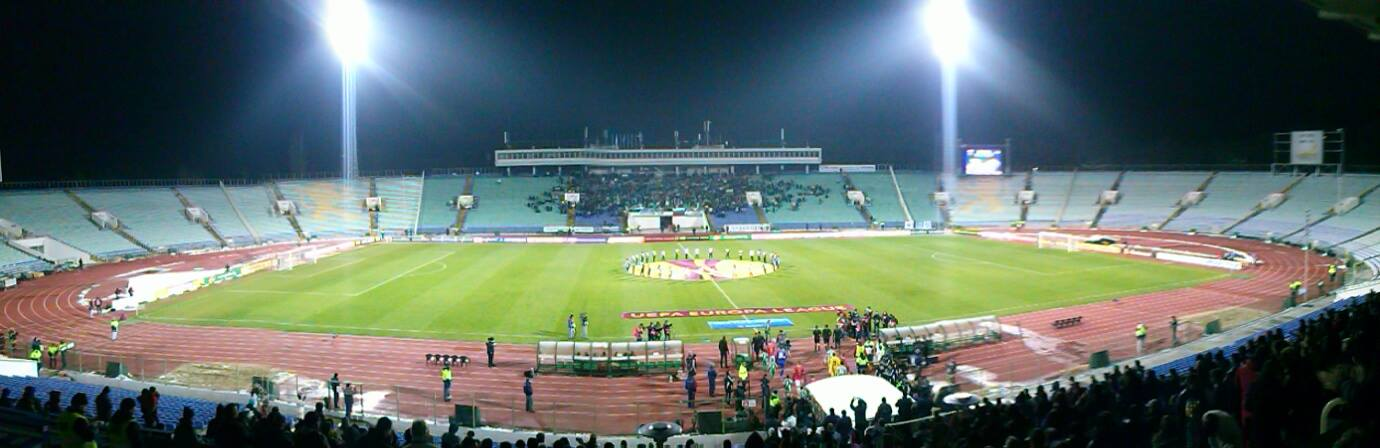
Bên trong sân vận động

Sân vận động Vasil Levski được hoàn thành vào năm 1953 với sức chứa được công bố là 42.000 chỗ ngồi. Ban đầu, chỉ có các tầng thấp hơn được xây dựng (gần bằng một nửa chiều cao của các khán đài hiện tại), và do mặt đất không bằng phẳng, phần phía tây của sân và khán đài nằm dưới mặt đất. Tầng trên được xây dựng khoảng một thập kỷ sau đó, với các tháp đèn pha hiện tại được xây dựng vào cuối những năm 1960.
Sân vận động Vasil Levski được sử dụng cho các giải đấu điền kinh ngay sau khi khai trương chính thức vào ngày 5 tháng 7 năm 1953. Trận đấu bóng đá đầu tiên diễn ra sau khi khai trương là trận giao hữu giữa Dinamo Sofia và FC Wien, và một tháng sau, nó cũng bắt đầu được sử dụng cho giải đấu quốc gia. Trận đấu quốc tế đầu tiên là vòng loại World Cup vào ngày 6 tháng 9 với Tiệp Khắc.

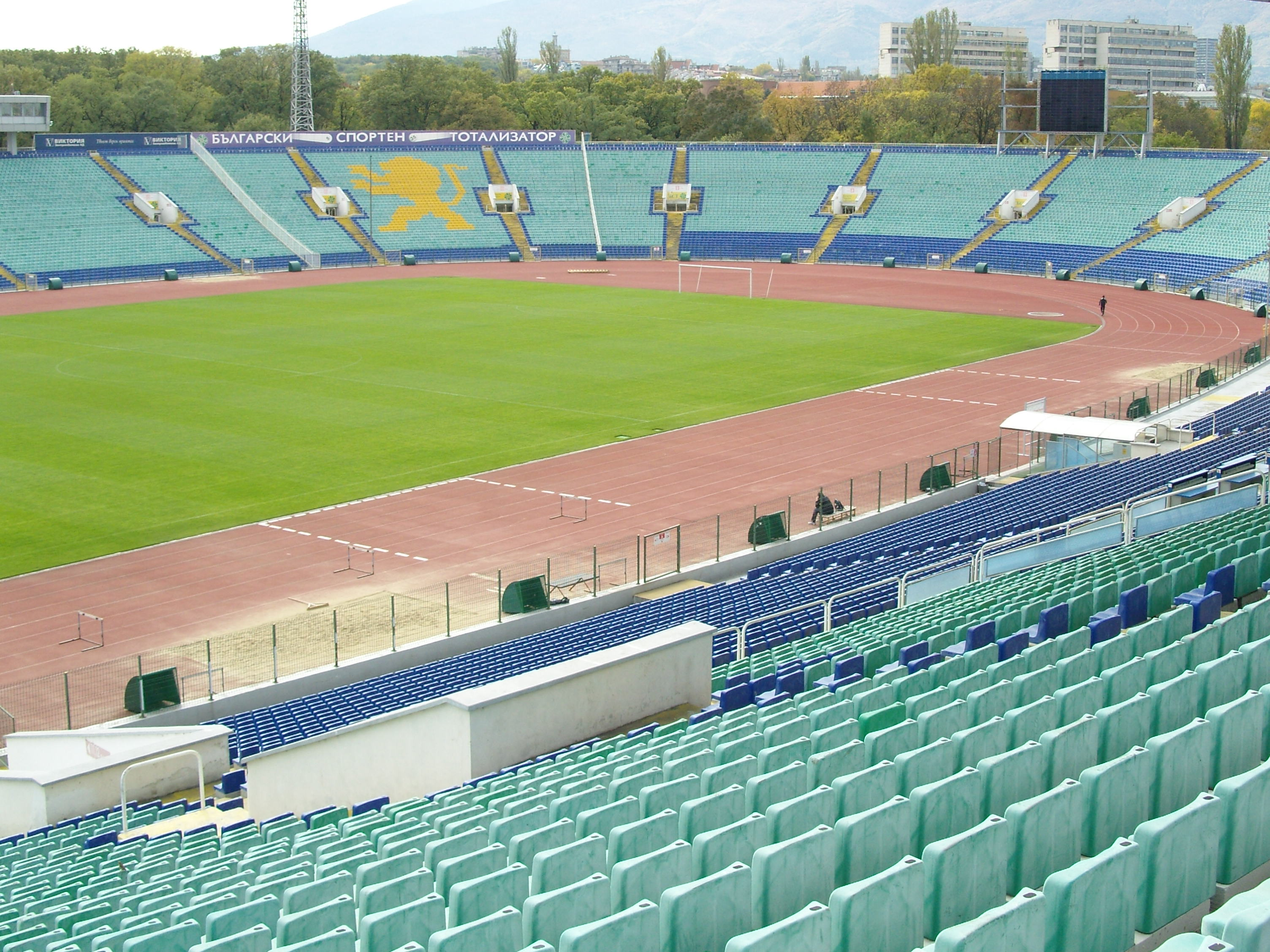

Sân vận động cũng cung cấp judo, thể dục nghệ thuật, bóng rổ, boxing, thể dục nhịp điệu, đấu kiếm và bóng bàn, cũng như một phòng tập thể dục nói chung, hai phòng hội nghị và ba nhà hàng. Nó đã tổ chức giải vô địch bóng rổ châu Âu 1957.
Nó là địa điểm được đề xuất cho Lễ khai mạc và bế mạc trong cuộc đấu thầu của Sofia cho Thế vận hội Mùa đông 2014.
Vào tháng 7 năm 2011, các kế hoạch đã được công bố để xây dựng một sân vận động quốc gia mới, hiện đại, có sức chứa 40.000 chỗ ngồi ở vùng ngoại ô Sofia, nhưng sau đó đã bị hủy bỏ.

## Địa điểm tổ chức buổi hòa nhạc
Sân vận động đã tổ chức các chương trình âm nhạc của một số ngôi sao trong khu vực và thế giới.
Buổi hòa nhạc thành công nhất ở Bulgaria từ trước đến nay tại sân vận động Vasil Levski được tổ chức bởi siêu sao người Nam Tư Lepa Brena vào ngày 24 tháng 7 năm 1990 trước 100.000 người. Kỷ lục này vẫn chưa bị phá vỡ cho đến nay. Sự tò mò của buổi hòa nhạc là cách Lepa Brena đến sân vận động - bằng cách hạ cánh trực tiếp từ trực thăng lên sân khấu bằng một sợi dây.
Ban nhạc heavy metal của Mỹ, Metallica đã tổ chức một trong những buổi hòa nhạc thành công nhất tại Bulgaria trong sân vận động như một phần của Chuyến du lịch châu Âu năm 2008 của họ, thu hút 50.000 người.
Siêu sao người Mỹ Madonna đã có một buổi hòa nhạc rất thành công tại đây như là một phần của chặng thứ hai châu Âu trong Sticky & Sweet Tour của cô vào ngày 29 tháng 8 năm 2009. Cô đã biểu diễn trước 54.000 người và được rất nhiều người chào đón cô nồng nhiệt. Sau buổi biểu diễn, cỏ đã bị hư hỏng nặng, điều này gây ra một số bất bình trong giới hâm mộ bóng đá, các cầu thủ đội tuyển quốc gia, huấn luyện viên và nhân viên.
Vào ngày 14 tháng 5 năm 2010, ban nhạc rock Úc AC/DC đã chơi ở thủ đô Sofia của Bulgaria, trước gần 60.000 người hâm mộ như một phần của Black Ice World Tour của họ.
Một lễ hội, dưới tên Sofia Rocks, một phần của Lễ hội Sonisphere đã diễn ra trên Sân vận động Quốc gia Vasil Levski. Lễ hội được tổ chức trong 2 ngày vào ngày 22 và 23 tháng 6 với các buổi biểu diễn trực tiếp của các ban nhạc nổi tiếng thế giới như Rammstein, Metallica, Manowar và Alice in Chains trong số những người khác.
Nhóm Big Four, Metallica, Megadeth, Slayer và Anthrax, đã biểu diễn tất cả cùng nhau trong Lễ hội Sonisphere. Buổi biểu diễn của Lễ hội Sonisphere ở Sofia đã được chiếu tới hơn 450 rạp chiếu phim ở hơn 140 thị trường ở Mỹ và một số thành phố ở châu Âu, Canada và Nam Mỹ vào ngày 22 tháng 6 năm 2010. Video trực tiếp sau đó được phát hành trên DVD và Blu-ray vào tháng 10 năm 2010, mang tên The Big 4 Live from Sofia, Bulgaria.
Vào ngày 30 tháng 10, ban nhạc rock Bắc Mỹ Bon Jovi tuyên bố rằng họ sẽ biểu diễn trực tiếp tại Levski trong chuyến lưu diễn Because We Can vào ngày 14 tháng 5 năm 2013.

## Các buổi hòa nhạc
| Các buổi hòa nhạc tại Sân vận động Quốc gia Vasil Levski | Các buổi hòa nhạc tại Sân vận động Quốc gia Vasil Levski | Các buổi hòa nhạc tại Sân vận động Quốc gia Vasil Levski | Các buổi hòa nhạc tại Sân vận động Quốc gia Vasil Levski |
| Ngày                                                     | Nghệ sĩ                                                  | Tour                                                     | Khán giả                                                 |
| -------------------------------------------------------- | -------------------------------------------------------- | -------------------------------------------------------- | -------------------------------------------------------- |
| 24 tháng 7 năm 1990                                      | Lepa Brena                                               | —                                                        | 120.000                                                  |
| 19 tháng 9 năm 1993                                      | Scorpions                                                | —                                                        | 22.000                                                   |
| 14 tháng 9 năm 2006                                      | Ceca                                                     | Grom Tour                                                | 400                                                      |
| 31 tháng 3 năm 1991                                      | Mirković                                                 | DM tour                                                  | 401                                                      |
| 24 tháng 7 năm 2008                                      | Metallica                                                | 2008 European Vacation Tour                              | 50.000                                                   |
| 29 tháng 8 năm 2009                                      | Madonna                                                  | Sticky & Sweet Tour                                      | 53.660                                                   |
| 14 tháng 5 năm 2010                                      | AC/DC                                                    | Black Ice World Tour                                     | 60.000                                                   |
| 22 tháng 6 năm 2010                                      | Megadeth, Anthrax, Slayer, Metallica                     | Lễ hội Sonisphere                                        | 50.000                                                   |
| 23 tháng 6 năm 2010                                      | Rammstein                                                | Liebe ist für alle da Tour                               | 35.000                                                   |
| 8 tháng 7 năm 2012                                       | Guns N' Roses                                            | Up Close and Personal Tour                               | 30.000                                                   |
| 14 tháng 5 năm 2013                                      | Bon Jovi                                                 | Because We Can: The Tour                                 | 47.266                                                   |
| 26 tháng 7 năm 2013                                      | Rammstein                                                | Made in Germany 1995–2011 (chuyến lưu diễn)              | -                                                        |
| 30 tháng 8 năm 2013                                      | Roger Waters                                             | The Wall Live (chuyến lưu diễn)                          | 31.371                                                   |
| 25 tháng 9 năm 2015                                      | Slavi Trifonov                                           |                                                          | 70.000                                                   |
| 12 tháng 3 năm 2018                                      | Mlađan Dinkić và dàn nhạc 950 euro                       | 17+ Nenad Čanak                                          | 50.000                                                   |

## Địa điểm
Sân vận động nằm ở trung tâm thành phố. Có thể đến bằng xe buýt (các tuyến 9, 72, 75, 76, 84, 94, 184, 204, 213, 280, 304, 306, 604), xe điện bánh hơi (các tuyến 1, 2, 4, 5, 7, 8, 11), xe điện (tuyến 10, 12, 18) hoặc sử dụng ga tàu điện ngầm Sân vận động Vasil Levski.